# Licuriciu
Licuriciu – wieś w Rumunii, w okręgu Teleorman, w gminie Călinești. W 2011 roku liczyła 574 mieszkańców.